# Poliimmide

Struttura chimica generale di una poliimmide.

La poliimmide, a volte abbreviato PI, (pronuncia poli-immìde) è una materia plastica ovvero un polimero di monomeri immidi. 
Le poliimmidi hanno iniziato ad essere prodotte in massa dal 1955. 
Con la loro elevata resistenza alle alte temperature, all'usura e basso attrito, le poliimmidi godono di diverse applicazioni che richiedono materiali organici robusti, ad esempio celle a combustibile ad alta temperatura, display e vari usi militari. 
Una classica poliimmide è il Kapton, che è prodotto dalla condensazione di dianidride piromellitica e 4,4'-ossidianilina.

## Classificazione
Secondo la composizione della catena principale, le poliimmidi possono essere: 
- Alifatico (poliimmidi lineari);
- Semi-aromatico;
- Aromatico : sono le poliimmidi più utilizzate per la loro termostabilità .

A seconda del tipo di interazioni tra le catene principali, le poliimmidi possono essere di tipo: 
- Termoplastiche : molto spesso chiamate pseudotermoplastico .
- Termoindurenti : disponibili in commercio come resine non polimerizzate, soluzioni di poliimmide, forme di stock, fogli sottili, laminati e pezzi lavorati.

## Sintesi
Esistono diversi metodi per produrre le poliimmidi, ad esempio attraverso: 
- La reazione tra una dianidride e una diammina (il metodo più usato).
- La reazione tra un dianidride e un diisocianato.

Le dianidridi utilizzate come precursori di questi materiali comprendono la dianidride piromellitica, la dianidride benzochinonetetracarbossilica e la dianidride tetracarbossilica naftalica. I blocchi di diamine comuni comprendono l'etere 4,4'-diaminodifenile ("DAPE"), la meta-fenilendiammina ("MDA") e il 3,3-diaminodifenilmetano. Sono stati esaminati centinaia di diammine e dianidridi per regolare le proprietà fisiche e soprattutto le proprietà di lavorazione di questi materiali. Questi materiali tendono ad essere insolubili e ad avere temperature di rammollimento elevate, derivanti dalle interazioni carica-trasferimento tra le sottounità planari.

## Proprietà
Le polimmidi termoindurenti sono note per stabilità termica, buona resistenza chimica, eccellenti proprietà meccaniche e il caratteristico colore giallo/arancione. Le poliimmidi realizzate con rinforzi in grafite o fibra di vetro hanno una resistenza alla flessione fino a 340 MPa (49 000 psi) e moduli di flessione di 21 000 MPa (3 000 000 psi).Le poliimmidi a matrice polimerica termoindurente presentano uno scorrimento molto basso e un'elevata resistenza alla trazione. Queste proprietà vengono mantenute durante l'uso continuo a temperature fino a 232 °C (450 °F) e per brevi escursioni, fino a 704 °C (1 299 °F). I pezzi stampati in poliimmide e i laminati hanno un'ottima resistenza al calore. Le normali temperature di esercizio vanno da quelle criogeniche a quelle superiori a 260 °C (500 °F). Le poliimmidi sono anche intrinsecamente resistenti alla combustione e di solito non hanno bisogno di essere miscelate con ritardanti di fiamma. La maggior parte porta un rating UL di VTM-0. La maggior parte ha una classificazione UL di VTM-0. I laminati in poliimmide hanno un'emivita di resistenza alla flessione a 249 °C (480 °F) di 400 ore. 
Tipicamente le parti in poliimmide non sono intaccate da solventi e oli comunemente usati - compresi idrocarburi, esteri, eteri, alcoli e freon. Resistono anche agli acidi deboli ma non sono consigliati per l'uso in ambienti che contengono alcali o acidi inorganici. Alcune poliimmidi, come CP1 e CORIN XLS, sono solubili in solventi e mostrano un'elevata chiarezza ottica. Le proprietà di solubilità le rendono adatte per applicazioni a spruzzo e per la polimerizzazione a bassa temperatura.

## Applicazioni

### Pellicole di isolamento e passivazione
I materiali poliammidici sono leggeri, flessibili, resistenti al calore e alle sostanze chimiche. Pertanto, sono utilizzati nell'industria elettronica per la realizzazione di cavi flessibili e come pellicola isolante per il rivestimento di fili magnetici. Ad esempio, in un computer portatile, il cavo che collega la scheda logica principale al display (che deve potersi flettere ogni volta che il portatile viene aperto o chiuso) è solitamente una basetta in poliimmide con conduttori in rame. Esempi di pellicole di poliimmide sono Apical, Kapton, UPILEX, VTEC PI, Norton TH e Kaptrex. 

Struttura del poli-ossidifenilene-piromellitimide, "Kapton".

l poliimmide è utilizzato per rivestire le fibre ottiche in applicazioni mediche o ad alta temperatura.
Un ulteriore uso della resina poliimmide è come strato isolante e di passivazione nella produzione di circuiti integrati e chip MEMS. Gli strati di poliimmide hanno un buon allungamento meccanico e resistenza alla trazione, che aiuta anche l'adesione tra gli strati di poliimmide o tra lo strato di poliimmide e lo strato metallico depositato. La minima interazione tra una pellicola d'oro e una pellicola di poliimmide, unita alla stabilità ad alta temperatura della pellicola di poliimmide, si traduce in un sistema che fornisce un isolamento affidabile se sottoposto a vari tipi di sollecitazioni ambientali. La poliimmide è utilizzata anche come substrato per le antenne dei cellulari.
L'isolamento multistrato utilizzato sulle veicoli spaziali è solitamente realizzato in poliimmide rivestito con sottili strati di alluminio, argento, oro o germanio. Il materiale color oro spesso visibile all'esterno delle navicelle spaziali è in realtà poliimmide alluminata , con un singolo strato di alluminio rivolto verso l'interno. La poliimmide giallastra-marrone dà alla superficie un colore dorato. 

### Parti meccaniche
La polvere di poliimmide può essere utilizzata per produrre pezzi e forme mediante tecnologie di sinterizzazione (stampaggio a compressione a caldo, formatura diretta e pressatura isostatica). A causa della loro elevata stabilità meccanica anche a temperature elevate, vengono utilizzate come boccole, cuscinetti, zoccoli o parti costruttive in applicazioni complesse. Per migliorare le proprietà tribologiche, sono comuni i composti con lubrificanti solidi come grafite, PTFE o solfuro di molibdeno. Le parti e le forme in poliimmide includono P84 NT, VTEC PI, Meldin, Vespel e Plavis. 

### Filtri
Nelle centrali a carbone, negli inceneritori di rifiuti o nei cementifici, le fibre di poliimmide vengono utilizzate per filtrare i gas caldi. In questa applicazione, un feltro ad ago in poliimmide separa la polvere e il particolato dai gas di scarico. 
Il poliimmide è anche il materiale più comune utilizzato per la pellicola osmotica inversa nella purificazione dell'acqua, o la concentrazione di materiali diluiti dall'acqua, come la produzione di sciroppo d'acero.

### Altri impieghi
Il poliimmide viene utilizzato in campo medico, ad esempio nei cateteri vascolari, per la sua resistenza alla pressione di scoppio combinata con la flessibilità e la resistenza chimica. 
L'industria dei semiconduttori utilizza la poliimmide come adesivo ad alte temperature; essa viene utilizzata anche per smorzare le sollecitazioni meccaniche. 
Alcune poliimmidi possono essere utilizzate come fotoresistente; esistono sul mercato sia il tipo "positivo" che il tipo "negativo" di poliimmide fotoresistente. 
La navicella spaziale a vela solare IKAROS utilizza vele in resina poliimmidica per viaggiare senza razzi.